# 바니아
바니아(힌디어: बनिया 바니야)는 인도 구자라트주와 라자스탄주 출신의 상인 카스트로 우타르프라데시주, 마디아프라데시주, 서벵골주, 마하라슈트라주(주로 뭄바이) 및 기타 북부 주에 강력한 디아스포라 공동체가 존재하고 있다. 전통적으로 공동체의 주요 직업은 상인, 은행가, 고리대급업자, 그리고 (오늘날에는) 상업 기업의 소유자이다.

## 어원
바니야라는 용어는 산스크리트어로 "무역자"를 뜻하는 바니자("무역자")에서 유래하였다. 이 공동체는 또한 "바니크"라는 용어로 알려져 있다.
벵골에서 바니아라는 용어는 카스트에 관계없이 고리대금업자, 토착 은행원, 식료품 및 향신료 판매자 등을 통틀어 일컫는 말이다.

## 사회

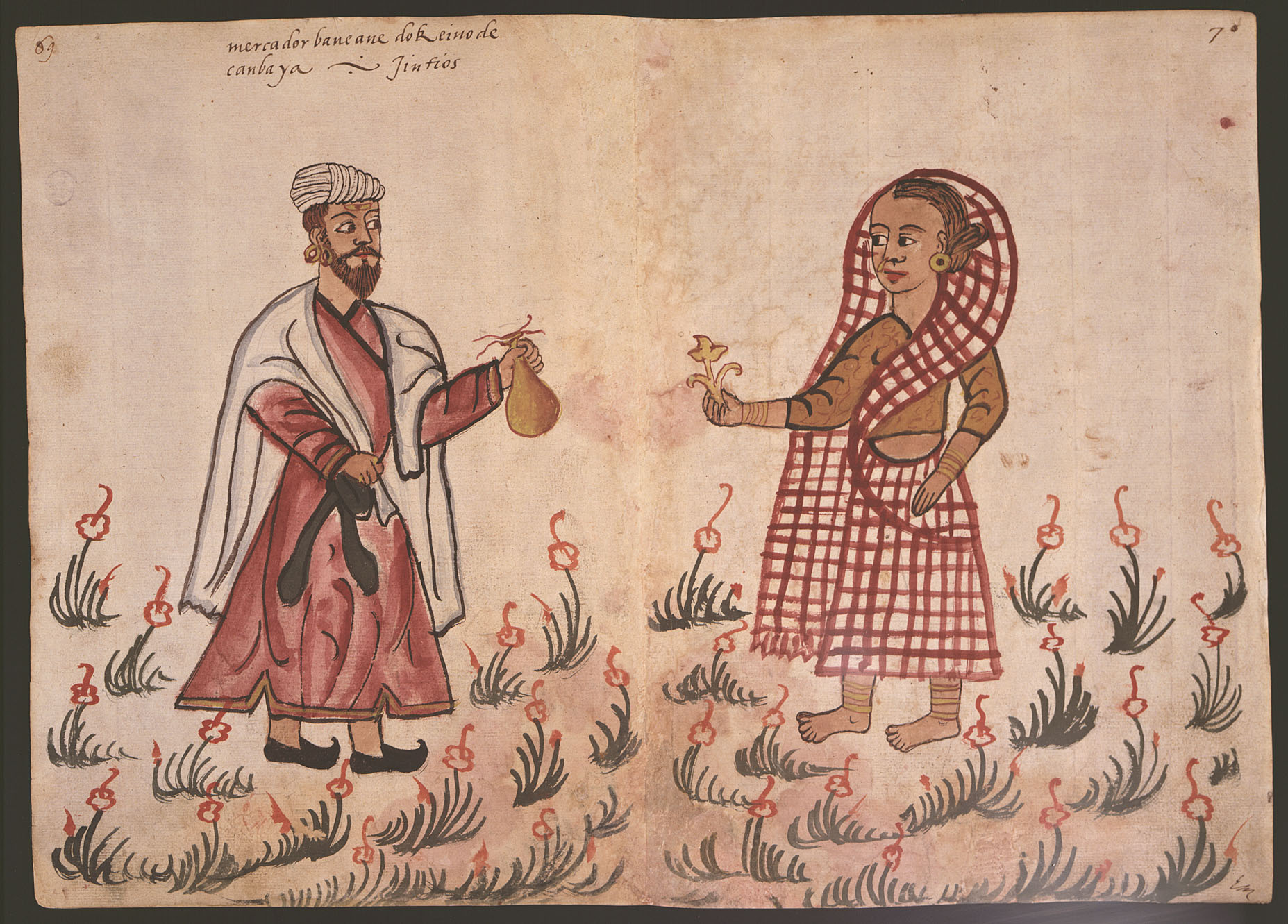
캄바이 출신의 바네아네 상인을 그린 16세기 포르투갈 그림.

이 공동체는 아가르왈, 칸델왈, 마헤슈와리, 오스왈, 포와드, 슈리말리 바니야 등 여러 하위 카스트로 구성되어 있다. 전통적으로(적어도 15세기부터) 구자라트 바니아는 구자라트 브라만과 마찬가지로 84개의 카스트가 있었지만, 대부분은 단순한 형식적인 구분이었다. 하위 카스트도 비사와 다사 카스트로 나뉘는데, 이 역시 수백 년의 역사를 가지고 있으며 결혼을 금지하고 있다.